# 唐文治

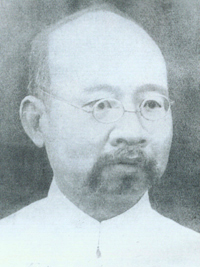
唐文治

唐文治（1865年12月3日—1954年4月），字颖侯，号蔚芝，晚号茹经，江苏太仓人，教育家，原交通大学校长。

## 生平
唐文治16岁时入太仓州学，后师从理学家王紫翔，18岁时中举人。21岁入读江阴南菁书院，师从黄以周、王先谦等名家。光緒十八年（1892年）中壬辰科进士，同年五月，以主事分部学习，任户部江西司主事。其后还担任过总理衙门章京，外务部榷算司主事，商部右丞、左丞、左侍郎，农工商部署理尚书等。光緒三十二年（1906年）因母亲病逝而回乡奔丧，其后退出官场，开始从事教育事业。光緒三十三年（1907年）起出任邮传部上海高等实业学堂（交通大学）监督（校长），学校改名为南洋大学堂、交通部上海工业专门学校后继任校长，直至1920年因病辞职。宣統元年至三年(1909-1911年)任江蘇教育總會會長。后在无锡创办无锡国学专修馆并任馆长长达30年，1950年学校（此时已改名中国文学院）并入苏南文化教育学院后任名誉教授。1954年在上海逝世。

## 家庭
唐家世籍金陵，明朝萬曆、天啓年間遷至太倉。
- 七世祖唐天棟，字宏任。經营漕船、牙行。
- 六世祖唐承焘，字宾王，號南軒，太學生，經营漕船。六世伯祖唐承熙，字維新，經营布業。六世伯祖唐承傑，字懷一。六世叔祖唐承照，字斗光，經营牙行。
- 五世祖唐景星，字範九，號墨池，秀才，經营漕船，出租土地，設賬授徒[5]。
- 曾祖父唐稻薌。嗣曾祖父唐森階，號堯蓂，上海開設税行，業落遷回太倉。庶曾祖母張氏。
- 祖父唐學韓（1812年-1878年），字翼亭，經营漕船，出租土地。祖母張氏、繼祖母王氏。伯祖父唐芝亭。
- 外祖父胡汝直（1812年-1878年），字古愚，鎮洋縣邑庠生。外祖母陳氏（ ?-1892年）。
- 外叔祖父、启蒙老師胡汝誠，字啸山，塾師。
- 父唐受祺（1841年-1924年），原名錫鬯，字若欽，别字蘭客，晚號恂叟，同治四年（1865年）乙丑科恩貢。塾師，學生考中進士的有唐文治、吳敬修。
- 母胡氏（1839年-1906年），舅胡秉彝，姨胡蕊珍（1849年-1924年）。
- 岳父郁銘軒（?-1890年），字振鏞，太倉州新塘鎮人。
- 姨父、繼岳父黄鏡渠（1848-1896年），字濬侯，號浚之，太倉州新塘鎮人。
- 夫人郁氏（1861年-1894年），字冰雪。繼室、姨表妹黄彬瓊。
- 姊唐文珠（1862年-1883年），誥贈宜人。姊夫許沐鑅（1864年-1936年），字弼丞，光緒十四年（1888年）戊子科副貢生，郵傳部主事。[6]
- 姑表姊顾瑞芝，表姊夫俞書祥，即長媳俞慶棠的雙親。

唐文治共育有四子，除二子唐慶平夭折外，其余三子都曾赴美国留学，其中长子唐庆诒曾任交通大学外文系主任，长媳俞庆棠为著名教育家，三子唐庆增为知名经济思想史家，四子唐庆永（?-1993）为银行家，担任过各地上海商业储蓄银行分行经理。小女兒唐慶婉殤。他还有八位孙辈，其中孙子唐孝威（唐庆永之子）为核物理学家、中国科学院院士，孙女唐孝纯（唐庆诒、俞庆棠之女）则曾担任过美国前总统老布什的中文教师。

## 相關書籍
- 《唐文治年谱》，苏州大学校史编写办公室，1984年12月。
- 《唐文治文选》，上海交通大学出版社，2005年。